# Foot-Ball Club Juventus 1931-1932
Questa voce raccoglie le informazioni riguardanti il Foot-Ball Club Juventus nelle competizioni ufficiali della stagione 1931-1932.

## Divise
| Casa | 1ª portiere | 2ª portiere |

## Rosa
| N. |                   | Ruolo | Calciatore                  |
| -- | ----------------- | ----- | --------------------------- |
|    | Italia (bandiera) | P     | Gianpiero Combi             |
|    | Italia (bandiera) | P     | Ezio Sclavi                 |
|    | Italia (bandiera) | D     | Umberto Caligaris           |
|    | Italia (bandiera) | D     | Mario Ferrero               |
|    | Italia (bandiera) | D     | Luis Monti                  |
|    | Italia (bandiera) | D     | Virginio Rosetta (capitano) |
|    | Italia (bandiera) | C     | Luigi Bertolini             |
|    | Italia (bandiera) | C     | Giovanni Ferrari            |
|    | Italia (bandiera) | C     | Varglien II                 |

| N. |                      | Ruolo | Calciatore        |
| -- | -------------------- | ----- | ----------------- |
|    | Italia (bandiera)    | C     | Varglien I        |
|    | Italia (bandiera)    | A     | Renato Cesarini   |
|    | Argentina (bandiera) | A     | Juan José Maglio  |
|    | Italia (bandiera)    | A     | Federico Munerati |
|    | Italia (bandiera)    | A     | Raimundo Orsi     |
|    | Italia (bandiera)    | A     | Enzo Rosa         |
|    | Italia (bandiera)    | A     | Pedro Sernagiotto |
|    | Italia (bandiera)    | A     | Giovanni Vecchina |

## Risultati

### Serie A

#### Girone di andata
| Arbitro: | Bertoli (Vicenza) |

|               |           |            |
| Cazzaniga 78’ | Marcatori | 40’ Maglio |

| Arbitro: | Rovida (Milano) |

|                                            |           |                                               |
| Ferrari 5’, 26’ Vecchina 39’ Orsi 58’, 73’ | Marcatori | 22’ Buscaglia 68’ A. Vojak 80’ (aut.) Rosetta |

| Arbitro: | Lenti (Genova) |

|                 |           |                 |
| Migliavacca 15’ | Marcatori | 50’ M. Varglien |

| Arbitro: | Melandri (Bologna) |

|                     |           |  |
| Orsi 5’ Ferrari 54’ | Marcatori |  |

| Arbitro: | Rovida (Milano) |

|                     |           |  |
| Bernardini 13’, 87’ | Marcatori |  |

| Arbitro: | Caironi (Milano) |

|                   |           |              |
| Munerati 52’, 55’ | Marcatori | 83’ Levratto |

| Arbitro: | Barlassina (Novara) |

|                                       |           |  |
| Ferrari 65’ Maglio 83’ Cesarini 90+1’ | Marcatori |  |

| Arbitro: | Lenti (Genova) |

|  |           |              |
|  | Marcatori | 85’ Munerati |

| Arbitro: | Caironi (Milano) |

|  |           |          |
|  | Marcatori | 40’ Orsi |

| Arbitro: | Guarnieri (Milano) |

|                                          |           |                 |
| Maglio 13’, 72’ Ferrari 25’ Munerati 89’ | Marcatori | 76’ P. Ferraris |

| Arbitro: | Lenti (Genova) |

|               |           |               |
| Reguzzoni 23’ | Marcatori | 56’ Bertolini |

| Torino 20 dicembre 1931, ore 14:30 CET 12ª giornata | Torino           | 0 – 0 referto | Juventus | Stadio Filadelfia\| Arbitro: \| Carraro (Padova) \| |
| Arbitro:                                            | Carraro (Padova) |               |          |                                                     |

| Arbitro: | Dani (Genova) |

|                 |           |                          |
| Orsi 23’ (rig.) | Marcatori | 6’ J. Fantoni 8’ Spivach |

| Arbitro: | Barlassina (Novara) |

|                    |           |  |
| Orsi 18’, 34’, 71’ | Marcatori |  |

| Arbitro: | Lenti (Genova) |

|  |           |                                                |
|  | Marcatori | 25’ Ferrari 51’ Orsi 53’ Vecchina 78’ Munerati |

| Arbitro: | Dani (Genova) |

|                                                                |           |                         |
| Maglio 15’, 59’ Ferrari 16’ Munerati 75’ Orsi 81’ Vecchina 89’ | Marcatori | 33’ Scarone 52’ Demaria |

| Arbitro: | Guarnieri (Milano) |

|              |           |                   |
| Prendato 87’ | Marcatori | 12’, 88’ Munerati |

#### Girone di ritorno
| Arbitro: | Biancone (Roma) |

|                                                                   |           |                           |
| Vecchina 29’, 31’, 85’ Munerati 36’ Orsi 64’, 90’ M. Varglien 68’ | Marcatori | 35’, 78’ (rig.) Cazzaniga |

| Arbitro: | Melandri (Bologna) |

|                    |           |  |
| Sallustro 59’, 89’ | Marcatori |  |

| Arbitro: | Ciamberlini (Genova) |

|                                      |           |                         |
| Rosa 57’ M. Varglien 81’ Ferrari 86’ | Marcatori | 5’ Demarchi 37’ Celoria |

| Milano 28 febbraio 1932, ore 15:00 CET 21ª giornata | Milan          | 0 – 0 referto | Juventus | Stadio San Siro\| Arbitro: \| Lenti (Genova) \| |
| Arbitro:                                            | Lenti (Genova) |               |          |                                                 |

| Arbitro: | Carraro (Padova) |

|                                                               |           |                |
| Ferrari 10’, 15’ Orsi 13’, 52’ Cesarini 20’ Vecchina 59’, 76’ | Marcatori | 40’ Bernardini |

| Arbitro: | Barlassina (Novara) |

|                          |           |  |
| Mazzoni 50’ Casanova 86’ | Marcatori |  |

| Arbitro: | Caironi (Milano) |

|                  |           |                                |
| Cattaneo 7’, 17’ | Marcatori | 14’, 20’ Munerati 75’ Vecchina |

| Arbitro: | Gonani (Ravenna) |

|                                                                             |           |                               |
| Orsi 14’ Bertolini 49’ Munerati 60’ Ferrari 62’ Vecchina 69’, 85’ Monti 79’ | Marcatori | 26’, 75’ Bisigato 84’ Rossini |

| Arbitro: | Scotto (Savona) |

|                                              |           |                          |
| Cesarini 9’, 78’ Ferrari 33’ M. Varglien 68’ | Marcatori | 8’ Brossi 16’ De Manzano |

| Arbitro: | Caironi (Milano) |

|           |           |                         |
| Piola 77’ | Marcatori | 8’ Vecchina 65’ Ferrari |

| Arbitro: | Lenti (Genova) |

|                                   |           |                       |
| Orsi 14’ (rig.) Vecchina 54’, 78’ | Marcatori | 5’ Maini 42’ Schiavio |

| Arbitro: | Barlassina (Novara) |

|                                       |           |  |
| Ferrari 16’ Munerati 23’ Cesarini 55’ | Marcatori |  |

| Arbitro: | Carraro (Padova) |

|  |           |                                       |
|  | Marcatori | 30’ Ferrari 49’ Munerati 83’ Cesarini |

| Arbitro: | Giorgi (Milano) |

|  |           |                 |
|  | Marcatori | 25’ (rig.) Orsi |

| Arbitro: | Ciamberlini (Genova) |

|                                          |           |  |
| Vecchina 42’ Ferrari 69’ Orsi 85’ (rig.) | Marcatori |  |

| Arbitro: | Carraro (Padova) |

|                       |           |                                     |
| Meazza 3’ Mariani 90’ | Marcatori | 15’ Monti 57’, 86’ Ferrari 88’ Orsi |

| Arbitro: | Quilleri (Brescia) |

|                                 |           |                         |
| Orsi 21’ (rig.) G. Varglien 54’ | Marcatori | 4’ Petrone 23’ Galluzzi |

### Coppa dell'Europa Centrale

#### Quarti di finale
| Arbitro: | Cejnar |

|                                           |           |  |
| Orsi 14’ Cesarini 44’ 55’ Sernagiotto 59’ | Marcatori |  |

| Arbitro: | Braun |

|                                         |           |                           |
| Sárosi 15’ (rig.) 18’ (rig.) 84’ (rig.) | Marcatori | 25’ Orsi 30’ 65’ Cesarini |

#### Semifinali
| Arbitro: | Braun |

|                                                |           |  |
| Kopecký 24’ Svoboda 29’ 36’ Fiala 90+1’ (rig.) | Marcatori |  |

| Arbitro: | Miesz |

|                              |           |  |
| Cesarini 15’ Orsi 41’ (rig.) | Marcatori |  |